# Mpanda (Burundi)
Mpanda is een gemeente (commune) in de provincie  Bubanza in Burundi.